# Памятник Т-34 (Дмитров)
Памятник Т-34 — монумент в городе Дмитров Московской области, установленный в честь воинов 30-й и 1-й ударной армий, защищавших Москву в годы Великой Отечественной войны.
Памятник является объектом культурного наследия регионального значения. В Перечне Объектов культурного наследия Московской области (22.01.2020) он значится как: Памятный знак воинам 1-й и 30-й ударных армий — танк «Т-34», установленный на рубеже обороны Москвы (акт органа государственной власти о постановке на государственную охрану объекта культурного наследия: Решение Исполкома Мособлсовета от 25.01.1990 № 49/3).

## История
Первоначально памятник 1-й ударной и 30-й армиям, участвовавших в обороне Москвы, в виде танка Т-34, был установлен в центре Дмитрова на Советской площади в 1966 году. Танк был установлен на месте памятника Сталину, демонтированного в конце 1950-х годов — капитальное бетонное основание памятника Сталину было включено в монолит постамента мемориала, на который своим ходом въехала боевая машина Т-34-85.
Танк установлен на небольшом земляном возвышении, к которому ведет лестница из бетона. Слева от ей ступеней установлена мемориальная доска с надписью:

«28 ноября 1941 года на этих священных рубежах бесстрашные войны 30-й и 1-й Ударной армий, защищая Москву, остановили бронированные полчища немецко-фашистских захватчиков. Отсюда 6 декабря 1941 года эти армии в составе Западного фронта перешли в наступление и разгромили врага».

Установленный в Дмитрове памятник представляет собой модификацию советского среднего танка Т-34 с орудием калибра 85-мм (Т-34-85). В 2001 году, в связи с реконструкцией Советской площади, танк был перенесён и установлен на Красной горке на автомобильной развязке при въезде в Дмитров. Торжественное открытие монумента состоялось 7 декабря 2001 года во время мероприятий, посвященных 60-летию разгрома немецко-фашистских войск под Москвой. На прежнем месте Т-34 на Советской площади был открыт новый памятник ветеранам Великой Отечественной войны с Вечным огнём.
Танк-памятник в Дмитрове впоследствии стал центром мемориального комплекса, включившего также памятный знак «Дмитров — город воинской славы», который был установлен в 2010 году. Автором и архитектором нового мемориального комплекса стал Р. В. Нарский.